# Thierno Youm
Thierno Youm (Rufisque, 17 aprile 1960) è un ex calciatore senegalese, di ruolo attaccante.